# Colin McDowell

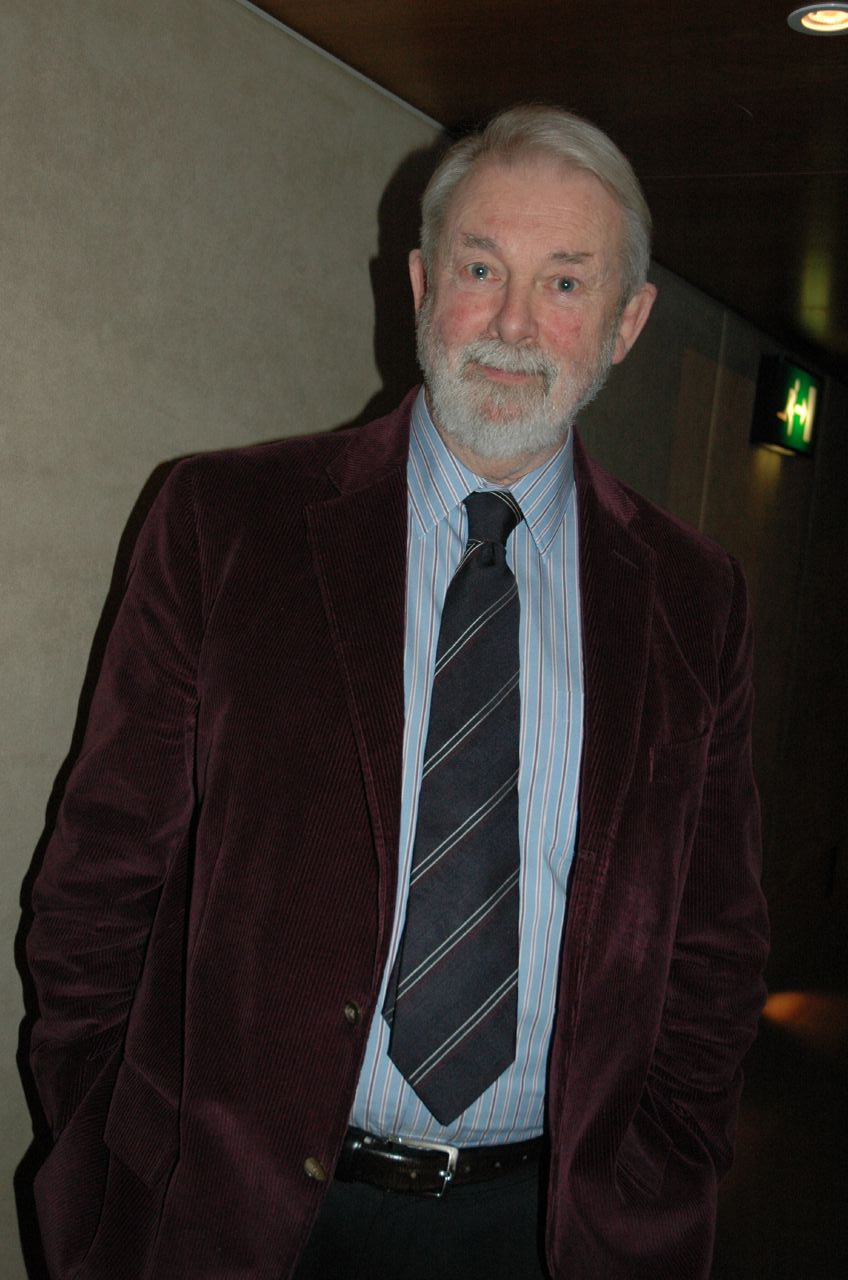
Colin McDowell

Colin McDowell (1936) is een Brits modejournalist en -criticus. McDowell werkte in de Italiaanse modewereld en is sinds 1986 verbonden als journalist aan de The Sunday Times Style. In 2003 richtte hij Fashion Fringe op, een initiatief om jonge modeontwerpers vooruit te helpen. McDowell is de auteur of co-auteur van zo'n twintig boeken over stijl, mode en ontwerpers, alsook twee romans.

## Publicaties
- McDowell’s Directory of 20th Century Fashion (1984)
- In Royal Style (1985)
- Every Woman’s Guide to Looking Good (1986)
- Shoes: Fashion and Fantasy (1989)
- Hats: Status, Style and Glamour (1992)
- Dressed to Kill: Sex, Power and Clothes (1992)
- A Woman of Style (1992, roman)
- A Woman of Spirit (1993, roman)
- The Designer Scam (1994)
- The Literary Companion to Fashion (1995)
- The Man of Fashion: Peacock Males and Perfect Gentlemen (1997)
- Forties Fashion and the New Look (1997)
- John Galliano: Romantic, Realist and Revolutionary (1997)
- Manolo Blahnik (2000)
- Fashion Today (2000)
- Jean Paul Gaultier (2001)
- Ralph Lauren: the man, the vision, the style (2002)
- DianaStyle (2007)
- Matthew Williamson (2010)
- The Anatomy of Fashion (2013)

- Bibsys: 90731533
- Bibliothèque nationale de France: cb121418090 (data)
- Gemeinsame Normdatei: 115779809
- International Standard Name Identifier: 0000 0001 1573 5294
- Library of Congress Control Number: n84218677
- Nationale Bibliotheek van Letland: 000028658
- Nationale Bibliotheek van Tsjechië: xx0090101
- Nationale Bibliotheek van Israël: 987007434342105171
- Nederlandse Thesaurus van Auteursnamen: 070579636
- Système universitaire de documentation: 029887461
- Virtual International Authority File: 68965275
- WorldCat: E39PBJbtkWXG9F9rwMJFvWXPQq